# Lingua hatrena
La lingua hatrena, chiamata anche aramaico di Hatra, è una varietà di aramaico attestata da centinaia di iscrizioni ritrovate nella città di Hatra. Anche se la città antica e le sue iscrizioni erano note già da tempo, il sito archeologico cominciò ad essere indagato sistematicamente nel 1951, e da quell'anno cominciò anche la pubblicazione dei testi sulla rivista Sumer, man mano che venivano scoperti, prevalentemente ad opera del direttore degli scavi, Fuad Safar, e dell'orientalista francese André Caquot. In seguito sono state pubblicate raccolte più o meno complete di tutte le iscrizioni, come quella di Vattioni (1981).
L'arco temporale delle iscrizioni hatrene è di almeno un paio di secoli. Il più antico sovrano in esse nominate è Wrwd, che regnò probabilmente al principio del II secolo.
Dal punto di vista linguistico, lo hatreno è un dialetto aramaico occidentale, non molto dissimile da altre varietà più o meno contemporanee come la lingua nabatea o la lingua palmirena. Tuttavia, l'onomastica contenuta nelle iscrizioni è decisamente di tipo arabo, il che fa pensare che la popolazione, etnicamente araba, fosse tale (almeno in parte) anche linguisticamente.